# China Classification Society
Das China Classification Society (chinesisch: 中國船級社, abgekürzt: CCS, deutsch: China Klassifikationsgesellschaft) mit Sitz in Shanghai ist eine weltweit arbeitende Klassifikationsgesellschaft.
Die Gesellschaft ist mit weltweit 58 Niederlassungen vertreten und war Ende 2008 von 28 Staaten zur Klassifizierung von Schiffen unter ihrer Flagge ermächtigt. Ende 2009 waren 2282 Schiffe mit einem Bruttorauminhalt 34,45 Millionen BRT bei der CCS klassifiziert.
Die Gesellschaft wurde 1956 in China gegründet und arbeitet seitdem auf dem Gebiet der Schiffsklassifikation. In den Jahren des Bestehens weitete das CCS seine Tätigkeit von der ausschließlich auf Schiffe bezogenen Überprüfung auf verwandte Bereiche, wie Schadensanalysen, Klassifikation von Offshorebauwerken und den Bereich der Maritimen Forschung aus. Die CCS wurde im Mai 1988 als Vollmitglied der International Association of Classification Societies (IACS) aufgenommen und arbeitet mit einem ISO 9001-konformen Qualitätsmanagement.
Das höchste Klassenzeichen der CCS ist Teil der Klassifizierungsbedingungen des Institute of London Underwriters (ILU). Des Weiteren ist die CCS ein außerordentliches Mitglied der International Association of Dry Cargo Shipowners (INTERCARGO) und der International Association of Independent Tanker Owners (INTERTANKO).